# Cécile Amirault-Gérin
 (avril 2025).
Motif : Où sont les sources secondaires, centrées et indépendantes qui montrent que les critères d'admissibilité sont atteints ?
- Archive Wikiwix
- Bing
- Cairn
- DuckDuckGo
- E. Universalis
- Gallica
- Google
- G. Books
- G. News
- G. Scholar
- Persée
- Qwant
- (zh) Baidu
- (ru) Yandex
- (wd) trouver des œuvres sur Wikidata

| 1. | Préciser le motif de la pose du bandeau. | Précisez le motif de la pose du bandeau en utilisant la syntaxe suivante : {{admissibilité à vérifier\|date=mai 2025\|motif=remplacez ce texte par le motif}}                              |
| 2. | Informer les utilisateurs concernés.     | Pensez à avertir le créateur de l'article, par exemple, en insérant le code ci-dessous sur sa page de discussion : {{subst:avertissement admissibilité à vérifier\|Cécile Amirault-Gérin}} |

Cécile Marie Amirault-Gérin (1921-2021) est une infirmière de la santé publique acadienne, née à Pubnico-Est-le-Bas, Nouvelle-Écosse et morte à Halifax, Nouvelle-Écosse. Comme infirmière autorisée, elle participe au projet d’essai clinique du vaccin Sabin oral à Wedgeport et Comeau's Hill, Nouvelle-Écosse, en 1961,. Elle est décorée à titre de Chevalière de l'Ordre de la Pléiade en 2011 en reconnaissance de son bénévolat communautaire dans la région d'Halifax-Dartmouth.

## Biographie
Cécile Marie Amirault est née le 5 décembre 1921, fille de Louis Amirault et Lucie Amirault à Pubnico-Est-le-Bas (Nouvelle-Écosse). Elle meurt le 15 décembre 2021, 10 jours après avoir célébré son 100e anniversaire. Elle est la deuxième épouse de Pierre Marie Louis Gabriel Gérin (1919-2011), professeur de français aux universités Mount Saint Vincent et Dalhousie, à Halifax, Nouvelle-Écosse,.

### Formation
À l'âge de 14 ans, en 1935, Cécile quitte son village natale pour aller continuer ses études au pensionnat couvent l'Académie du Sacré-Coeur à Meteghan, Nouvelle-Écosse. Elle reçoit une bourse de la Société l'Assomption et elle continue encore ses études à cette école en septembre 1937. Elle obtient son certificat de Xe année en juin 1938 avec la 2e plus haute moyenne en Français et Anglais et la plus haute moyenne en Biologie. Elle obtient son certificat de XIe année le 15 août 1939 et finit l'année avec un prix pour progrès en français. Elle continue avec des cours de XIIe année pendant l'année scolaire 1939-1940.
Elle poursuit des études post-secondaires en éducation et pédagogie à l'université Mount Saint Vincent entre février 1941 et juin 1945.
Elle complète divers programmes en sciences infirmières : un certificat en sciences infirmières de l'École des Gardes Malades – l'Hôtel-Dieu de l'Assomption (Moncton, Nouveau-Brunswick) en 1950; un diplôme en soins infirmiers en santé publique de l'Université de Toronto; le cours de soins infirmiers publics à l'Université Dalhousie à Halifax (Nouvelle-Écosse) en 1955, et un baccalauréat en sciences infirmières en 1970, aussi à Dalhousie,.

### Carrière
Pendant l'année scolaire 1943-1944, Cécile enseigne à l'école de Meteghan Station,. L'année suivante, elle est embauchée comme enseignante dans la ville de Wedgeport, Nouvelle-Écosse, de septembre 1944 à juin 1945,. Elle enseigne ensuite à Mavillette pour l'année scolaire 1945-1946. Elle retourne à l'école de Wedgeport dans l'année 1946-1947. Après avoir enseigné ces quelques années, elle poursuit une formation d'infirmière et un changement de carrière.
Elle travaille au Québec, notamment à Montréal en 1954, et au Nouveau-Brunswick dans ses premières années comme infirmière autorisée. Elle retourne en Nouvelle-Écosse et travaille comme infirmière dans quelques petites communautés, notamment au Cap Breton à St. Peter's 1955 et 1956, et Arichat en 1958, avant de se joindre à la Santé publique.
Elle participe comme infirmière de la santé publique au programme de vaccination contre la poliomyélite en Nouvelle-Écosse et le projet d’essai clinique du vaccin Sabin oral à Wedgeport et Comeau's Hill, Nouvelle-Écosse en 1961,.
En décembre 1971, le ministre de la Santé de la Nouvelle-Écosse, M. Scott MacNutt, annonce la nomination de Cécile Amirault de Halifax à titre de superviseur adjoint des infirmières de la Santé publique, pour l'unité de santé de l'Atlantique du ministère.
En avril 1981, Cécile marque 25 années de service public à une cérémonie à l'Hôtel du Gouverneur, Halifax, et elle reçoit une lettre de félicitations de John Buchanan, premier ministre de la Nouvelle-Écosse.
Cécile prend sa retraite en tant que superviseure au ministère de la Santé publique.

## Engagement communautaire
Elle s'implique dans plusieurs organismes de la communauté acadienne et française d'Halifax-Dartmouth. Elle occupe divers postes, notamment celui de présidente et vice-présidente du Festival acadien de Halifax-Dartmouth,,.
Quand demandée que signifie pour elle le Festival acadien de Halifax-Dartmouth, elle répond :

« Le festival, c'est dire que nous existons. C'est raconter la culture acadienne. C'est surtout encourager la jeunesse à participer. Ils doivent comprendre qu'ils ont un passé, une histoire et une place dans la société d'aujourd'hui. »

Elle est directrice (administratrice) du Club français d'Halifax-Dartmouth. Elle est membre de la Fédération acadienne de la Nouvelle-Écosse (FANE), du Club Richelieu, et de l'Alliance française d'Halifax. Elle représente le secteur des festivals au Conseil culturel acadien de la Nouvelle-Écosse (CCANÉ).
Avec son mari, Pierre Gérin, elle contribue au développement du Carrefour du Grand Havre, la première école franco-acadienne à Dartmouth, Nouvelle-Écosse.

## Prix et distinctions
En 1950, elle reçoit un prix d'étiquette professionnel pendant sa formation en sciences infirmières à  l'Hôtel-Dieu de l'Assomption (Moncton).
En 2011 elle est honorée pour ses années de bénévolat avec la remise de l’Ordre de la Pléiade, grade de Chevalier, par l’Assemblée parlementaire de la Francophonie, section Nouvelle-Écosse,.